# Five Nights at Freddy's 4
Five Nights at Freddy's 4 (укр. П'ять ночей із Фредді 4) — гра жанру point-and-click та survival horror, випущена інді-розробником Скоттом Коутоном, четверта гра серії ігор Five Nights at Freddy's.
Була опублікована в Steam, 24 липня 2015 року — для ПК, наступного дня з'явилася версія для Android.

## Сюжет
Це остання частина історії Five Nights at Freddy's, у ній гравець має захищатися від Фредді Фезбера, Чіки, Бонні, Фоксі, а також нового аніматроніка Фредбера та Плюштрапа. Граючи за дитину, необхідно тікати до шостої ранку, спостерігаючи за дверима, і захищаючись від аніматроників, які можуть знаходитися в шафі або на ліжку позаду героя.
Персонаж має лише ліхтарик, за допомогою якого він може відлякувати аніматроніків, які підкрадаються з коридору. Якщо ворог підкрадеться надто близько, гравець встигне побачити лише його очі й гра завершиться.
Також у цій частині розкрита таємниця «Укусу 83».

## Ігровий процес
Ігровий процес поділяється на дві частини: міні-ігри й основні ночі. Основні ночі — основна частина гри, мета якої — вижити. У міні-іграх полягає сюжет всієї серії.

### Основна гра
Дитина з'являється у своїй кімнаті, вороги можуть з'являтися з чотирьох місць: два коридори, шафа або ліжко. Щоби підійти до місць появи ворогів, потрібно клацати мишкою по дверях (що ведуть до коридору), шафі тощо. Управління стало складнішим — щоби підсвітити місце, треба натиснути CTRL, щоб прикрити двері, потрібно затиснути SHIFT.
Гравець має прислухатися до різних звуків, майже всіх аніматроніків можна визначити лише так, і якщо біля дверей чути дихання, то потрібно їх закрити. Якщо гравець закриє двері, коли ворог далеко, то він підбіжить до дверей і вб'є персонажа. Щоби не з'явився Жахливий Фредді, потрібно іноді просвічувати ліжко, на якому збираються «Поплічник Фредді», на прізвисько «Фреддікі» або Фредді.

### Міні-ігри
У міні-іграх 4 частини серії Five Nights at Freddy's розкривається таємниця Укусу 87.
Список міні-ігор:

#### Перша
Запускається при натисканні на кнопку «New Game». У ній дитина знаходиться в кімнаті, де лежать її іграшки: Фоксі, Чіка, Бонні, Фредді. Також на ліжку сидить Фредбер, який стежить за дитиною. Фредбер «говорить», що хлопчика замкнули в кімнаті. Коли гравець намагається вийти з кімнати, стукаючи по дверях, дитина впаде і заплаче, через деякий час.

#### Друга
З'являється після 1 ночі. У ній та ж кімната, але цього разу вийти можна. Далі йдемо наліво, у вітальню, де знову сидить Фредбер. Коли ми підходимо до телевізора, вилітає скример в стилі міні-гри. Це брат хлопчика з маскою Фоксі. Через це, дитина падає і плаче. Також у цій міні-грі можна побачити розібрану Манґл з 2ої частини.

#### Третя
З'являється після 2 ночі. Гравець з'являється в ресторані. Мета — втекти, що герою звичайно не вдається.
Якщо зайти в ліву частину, після цього зайти назад, то видно пасхалку, де Фіолетова Людина одягає на людину костюм.

#### Четверта
Ця міні-гра велика. В основному, дитина вибігає на вулицю, далі пробігається до будинку, який дуже близько до ресторану. Підійшовши до телевізора в будинку, можна буде побачити рекламу, яка натякає, що події відбуваються не в 87-му, а в 83-му. Потім дитина заходить до своєї кімнати, і її знову лякає брат в масці Фоксі.

#### П'ята
Коротка. Хтось закрив дитину в майстерні ресторану, а дитина протягом всієї міні гри просить випустити її. Потім знову падає і плаче.

#### Шоста
У ній розкривається таємниця «Укусу 83». Брат хлопчика (який і лякав його), а також його друзі несуть хлопчика до Фредбера. Вони змушують хлопчика і Фредбера «поцілуватися», кинувши хлопчика до рота аніматроніка. Фредбер закриває рот, тим самим відкушуючи дитині лоб. Через те що хлопчик плаче, пружини в роті аніматроника лопаются і щелепи захлопуються «відкушуючи» лобну частину голови хлопчика. Таким чином, Фредбер просто закрив рот, і вийшов «Укус 83».

#### Сьома
Фредбер перепрошує перед хлопчиком, потім він разом з іншими іграшками поступово зникають і залишають хлопчика одного, через що він починає плакати. А потім і сам зникає. На задньому фоні присутній шум кардіограми, тож можна зрозуміти, що хлопчик перебував у комі, а просив вибачення перед ним його брат, і всі міні-ігри з ним розмовляв брат, а не Фредбер. Так само на те, що хлопчик знаходиться в лікарні натякають таблетки, крапельниця, квіти біля ліжка під час ігрового процесу.

#### Восьма
Не настільки міні-гра, скільки просто кінцівка гри. Валіза, яка не відкривається. Згодом з'являється текст «Деякі речі краще залишити в таємниці, поки що…»

### «Веселимося з Плюштрапом»
Сенс цієї міні-гри в тому, щоб зловити Плюштрапа на точці X. Якщо це вийде, то гравець пропустить 2:00 наступної ночі (цей бонус одноразовий). Якщо ж ні, то все залишиться так само. Також в цій міні-грі можна зловити скример Плюштрапа, але від цього гравець не програє, хоч ворог під час цього стоїть на точці Х (або поруч).

## Аніматронніки

### Жахливий Фредді
Фредді не з'являється до тих пір, поки ззаду гравця на ліжку не з'явиться 3 міні-Фредді. Колиж це стається, то повернувшись назад можна побачити скример. Фредді не може бути в ліжку, або шкафу.

### Жахливий Бонні
Даний аніматронік з'являється в лівих дверях від гравця. Якщо відразу посвітити в проріз, не прислухаючись до звуків, гравець отримує скример, що може з'явиться в коридорі на кілька секунд.

### Жахлива Чіка
Аналог Бонні, тільки з правого боку від гравця. Може з'явиться в коридорі на кілька секунд.

### Жахливий Фоксі
Забігає до гравця у шафу. Посвітивши туди, можна побачити як Фоксі закричить, проте не вб'є. Закривши шафу, слід чекати до того, як аніматронік перетвориться на плюшеву іграшку. Якщо цього не зробити, в будь-який момент з'явиться скрімер.

### Жахливий Фредбер
З'являється скрізь і замінює інших аніматроніків. Схожий на Золотого Фредді. Коли діє Фредбер, інші вороги не з'являються. Але з ним важко.

### Жахливий Кекс
Якщо Чіка довго стоїть біля відчинених дверей, то вона не атакує сама, а посилає кекс. Щоб цього уникнути, треба не світячи ліхтариком закрити двері.

### Жахлива Маріонетка
Діє як Фредбер, замінює інших аніматроніків. З'являється о сьомій ночі, як Жах тільки на хеллоуїн.

### Жах
Темна версія Фредбера. Посвітивши у нього, і вчасно не закрити двері, Жах лякає гравця. І гра перезапускається. Як скрімер Золотий Фредді.

### Жахливий Балун Бой
Це хлопець з кульками, він страшний персонаж, злий. Заходиш в Extra там вибір плюштрапа або хлопець з кульками. Тільки хеллоуїн.